# Liste der Monuments historiques in Bessoncourt
Die Liste der Monuments historiques in Bessoncourt führt die Monuments historiques in der französischen Gemeinde Bessoncourt auf.

## Liste der Bauwerke
| Bezeichnung    | Beschreibung             | Standort | Kennzeichnung | Schutzstatus | Datum | Bild           |
| -------------- | ------------------------ | -------- | ------------- | ------------ | ----- | -------------- |
| Fort Sénarmont | Erbaut von 1883 bis 1886 | (Lage)   | PA00135350    | Inscrit      | 1995  | weitere Bilder |